# Таймурзино (Татарстан)
Тайму́рзино (тат. Түмерҗә) — деревня в Актанышском районе Татарстана (Россия). Входит в Такталачукское сельское поселение.

## География
Деревня расположена в Восточном Закамье, в 3,5 км к югу от центра поселения, села Такталачук, в 10 км к западу от районного центра, села Актаныш.

## История
Деревня была основана башкирами-вотчинниками Такталачукской тюбы Гирейской волости. 
Согласно «Сведениям 1870 года», в деревне была ветряная мельница, действовала мечеть.
До 1866 года селение входило в Такталачукскую тюбу Гирейской поземельной волости. 

## Население
| 1795 | 1834 | 1859 | 1870 | 1884 | 1897 | 1913 | 1920 | 1926 | 1938 | 1949 | 1958 | 1970 | 1979 | 1989 | 2002 | 2010 | 2015 |
| ---- | ---- | ---- | ---- | ---- | ---- | ---- | ---- | ---- | ---- | ---- | ---- | ---- | ---- | ---- | ---- | ---- | ---- |
| 65   | 170  | 246  | 253  | 269  | 293  | 291  | 298  | 307  | 310  | 250  | 216  | 214  | 177  | 89   | 60   | 58   | 52   |

Национальный состав
Согласно результатам переписи 2002 года, в национальной структуре населения села татары составляли 100%.

### Комментарии
1. ↑  Расстояние измерено с помощью инструментария Яндекс.Карты